# Catocala adultera
Catocala adultera és una espècie de papallona nocturna de la subfamília Erebinae i la família Erebidae. Es troba al nord d'Europa, de Siberia a l'est de Rússia (Altai, Ussuri, Amur) i a Mongòlia.
Fa de 73 a 80 mil·límetres d'envergadura alar.
Les larves s'alimenten de Populus tremula.

## Galeria

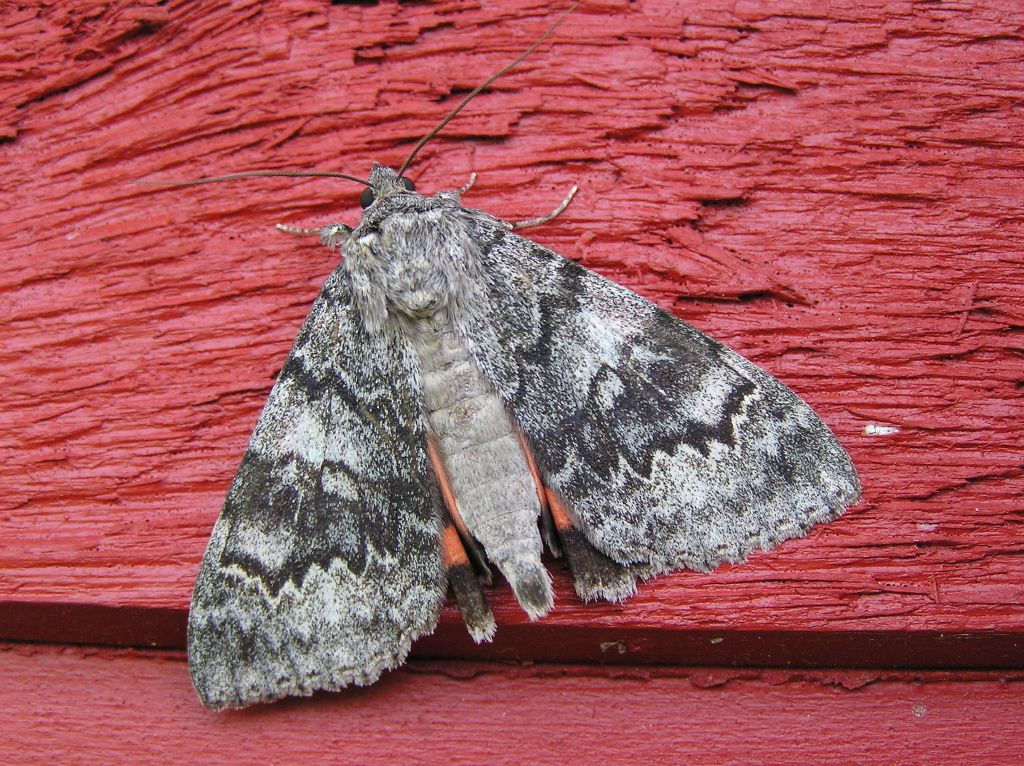
Catocala adultera